# I Trust (minialbum)
I Trust – trzeci minialbum południowokoreańskiej grupy (G)I-dle, wydany 7 kwietnia 2020 roku przez wytwórnię Cube Entertainment. Płytę promował singel „Oh My God”.

## Lista utworów
| CD | CD                            | CD                 | CD                                 | CD                         | CD      |
| Nr | Tytuł utworu                  | Tekst              | Kompozycja                         | Aranżacja                  | Długość |
| -- | ----------------------------- | ------------------ | ---------------------------------- | -------------------------- | ------- |
| 1. | „Oh My God”                   | Soyeon, Big Sancho | Soyeon, Big Sancho                 | Soyeon, Big Sancho         | 3:15    |
| 2. | „Luv U” (kor. 사랑해)         | Soyeon, Big Sancho | Soyeon, Big Sancho                 | Soyeon, Big Sancho         | 3:33    |
| 3. | „Maybe”                       | Soyeon, Big Sancho | Soyeon, Lee Woo-min 'Collapsedone' | Lee Woo-min 'Collapsedone' | 3:00    |
| 4. | „Lion”                        | Soyeon, Big Sancho | Soyeon, Big Sancho                 | Soyeon, Big Sancho         | 3:30    |
| 5. | „Oh My God” (English version) | Soyeon, Big Sancho | Soyeon, Big Sancho                 | Soyeon, Big Sancho         | 3:15    |

## Notowania
| Lista                                  | Pozycja |
| -------------------------------------- | ------- |
| South Korean Albums (Circle)           | 1       |
| Japanese Albums (Oricon)               | 48      |
| Polish Albums (ZPAV)                   | 30      |
| Portuguese Albums (AFP)                | 16      |
| Spanish Albums (Promusicae)            | 34      |
| US Top Current Album Sales (Billboard) | 81      |
| US World Albums (Billboard)            | 4       |

## Nagrody w programach muzycznych
| Program                | Data             | Źródło |
| ---------------------- | ---------------- | ------ |
| M Countdown (Mnet)     | 16 kwietnia 2020 | [ 8 ]  |
| Music Bank (KBS2)      | 17 kwietnia 2020 | [ 9 ]  |
| Show! Music Core (MBC) | 18 kwietnia 2020 | [ 10 ] |
| Inkigayo (SBS)         | 19 kwietnia 2020 | [ 11 ] |

## Sprzedaż
| Kraj             | Sprzedaż |
| ---------------- | -------- |
| Korea Południowa | 154 499  |
| Japonia          | 1380     |